# Phú Tân, Châu Thành (Hậu Giang)
Phú Tân là một xã thuộc huyện Châu Thành, tỉnh Hậu Giang, Việt Nam.

## Địa lý
Xã Phú Tân có diện tích 16,37 km², dân số năm 1999 là 12.054 người, mật độ dân số đạt 736 người/km².

## Hành chính
Xã Phú Tân được chia thành 6 ấp: Phú Lễ, Phú Lễ A, Phú Tân, Phú Tân A, Phú Trí, Phú Trí A.

## Lịch sử
Ngày 11 tháng 7 năm 2019, Hội đồng Nhân dân tỉnh Hậu Giang ban hành Nghị quyết 11/2019/NQ-HĐND về việc sáp nhập ấp Tân Phú vào ấp Phú Tân A.